# Universität Lambung Mangkurat
Die Universität Lambung Mangkurat (indonesisch: Universitas Lambung Mangkurat, abgekürzt ULM) ist die größte staatliche Universität Indonesiens mit Standorten in Banjarmasin.  Sie besitzt zehn Fakultäten und ist die älteste öffentliche Universität des Landes.